# Emanuel Kayser
Friedrich Heinrich Emanuel Kayser, född 26 mars 1845 i Königsberg (nuvarande Kaliningrad), död 29 november 1927 i München, var en tysk geolog. Han var bror till Heinrich Kayser.
Kayser disputerade för doktorsgraden i Berlin 1870, blev privatdocent 1872 och professor 1882 vid Bergsakademien där, var 1885-1917 professor i geologi i Marburg. Han arbetade i huvudsak inom stratigrafi och paleontologi och ägnade sig därvid särskilt åt studiet av nordvästra Tysklands paleozoiska bildningar, huvudsakligen devonsystemet.
Ännu mera känd blev han som författare till läroböcker, antagligen de på sin tid mest spridda på tyska språket: Geologische Formationskunde (1891), Allgemeine Geologie (1893), i resp. sjätte och sjunde upplagorna utgivna under titeln Lehrbuch der Geologie (fyra band, 1921-24), samt Abriss der allgemeinen und stratigraphischen Geologie (1915; tredje upplagan 1922). Han blev 1916 korresponderande ledamot av Geologiska Föreningen i Stockholm.